# 贝克休斯
贝克休斯（纳斯达克交易代码：BKR）是跨国能源技术公司，为全球能源和工业客户提供解决方案，目前业务由油田服务与设备以及工业与能源技术两大板块构成。
贝克休斯于1907年成立，2017年7月，由通用电气GE的油气业务板块 (GE Oil & Gas) 进行全球合并后形成通用电气贝克休斯 (BHGE)公司，并于2019年10月，正式更名为贝克休斯。